# Марија Палеолог Асен
'Марија Асенина Палеологина (1287—1314) била је супруга Руђера де Флора, вође каталонске компаније и мега дукса Византије.
Марија Асен је ћерка бугарског цара Јована Асена III и царице Ирине Палеолог. Она је унука византијског цара Михаила VIII Палеолога. По очевој страни припада бугарској царској династији Асен, а по мајчиној — визнатијској царској династији Палеолог.
Марија Асенина је рођена на очевом имању — баштини на реци Скамандер у Малој Азији, у близини рушевина древне Троје. Каталонци су 1303. понудили своје услуге цару Андронику II Палеологу да потисне Турке из Мале Азије. Уговор са Каталонцима склопљен је браком њиховог вође Роџера де Флора са сестричином цара Андроника II и ћерком цара Бугарске. О њој, каже Мунтанер, „била је једна од најлепших и најпаметнијих девојака на земљи, а имала је само око шеснаест година“.  Церемонија венчања обављена је у септембру у Цариграду. После победоносног похода на Малу Азију, у пролеће 1304. године, Роже де Флор се вратио у Цариград и цар Андроник II га је почастио титулом цезара. Каталонски вођа се настанио у Галипољу, где је имао свој двор, у коме су велику улогу имали његови рођаци из византијске гране династије Асен. Према Мунтанеру, крајем 1304. године, ту су боравиле Марија Асен, њена мајка деспина Ирина и два њена брата, од којих је један – Михаило Асен. У то време Де Флорова жена је већ била трудна и убрзо потом, у пратњи своје мајке, вратила се у Цариград. Пре тога, међутим, две жене су узалуд покушавале да одврате Роџера и његове људе да оду у Адријанопољ, где је Роџер требало да се састане са царем Михаилом IX, за кога су Марија и њена мајка дуго сумњале да је љубоморан на цезара Роџера и да вреба прилику да уништи њега и његовог народа. Након атентата на цезара Роџера де Флора у логору цара — савладара Михаила IX у Адријанопољу, цезариса Марија Асен је родила сина који је носио његово име, и који се више не помиње у изворима.

## Породица
Из брака са Роџером де Флором, Марија има једног сина, који носи име свог оца:
- Роже де Флор (1304—1345)